# ديازافلورينون
ديازافلورينون (أو 8،1-ديازافلورن-9-أون وفق التسمية النظامية، واختصاراً DFO) مادة كيميائية تستخدم للتحري عن وجود بصمات الأصابع على الأسطح المسامية (المنفذة للسوائل).  تجعل هذه المادة البصمات على الأسطح تتوهج عندما يسلط عليها ضوء أزرق-أخضر.
يتفاعل ديازافلورينون مع الأحماض الأمينية الموجودة في البصمة لتشكيل مشتقات الفلورية. التي تتوهج بوجود الضوء بحوالي 470 نانومتر وينتج عنها انبعاث عند حوالي ~570 نانومتر.

## الخواص الكيميائية
الكتلة المولية 182.18 جم / مول
نقطة الانصهار 229 إلى 233 درجة مئوية (444 إلى 451 درجة فهرنهايت؛ 502 إلى 506 كلفن)

## روابط خارجية
- تقرير RCMP على 1,8-ديازافلورين-9-واحد